# Мангуби, Марина Анатольевна
Мари́на Анато́льевна Мангу́би (род. 1966, Москва) — американская художница караимского происхождения.

## Биография
Родилась в 1966 году в Москве. Отец — Анатолий Мангуби, караим. В 1981 году вместе с семьёй выехала в США. Окончила Калифорнийский университет в Беркли по специальности искусство и биопсихология, а в 1993 году — аспирантуру Мичиганского университета и получила степень магистра изобразительных искусств в области живописи. В настоящее время является профессором живописи и графики в городе Вустер, штат Огайо.

## Выставка «Музыка на костях»
С 14 по 31 июля 2000 года в галерее на Староконюшенном, 39 проходила персональная выставка «Музыка на костях».
«Впечатление, которое производит на посетителя сравнительно небольшой цикл графических работ, можно передать в такой последовательности слов удивление — хрупкость — вечность», — пишет Л. Костюков в газете «Алфавит» (№ 30, июль-август 2000 года).
«В основе цикла гравюр лежат рентгеновские снимки, на которых впоследствии стали делать пластинки с веселыми мелодиями. Цветные гравюры, выполненные на тончайшей рисовой бумаге, дают некие колористические, изысканные слегка смазанные и очень красивые графические пятна, сквозь которые неожиданно видишь нечто напоминающее грудную клетку или костяшки пальцев», — пишет Вера Чайковская.